# Tècnica de fons blanc

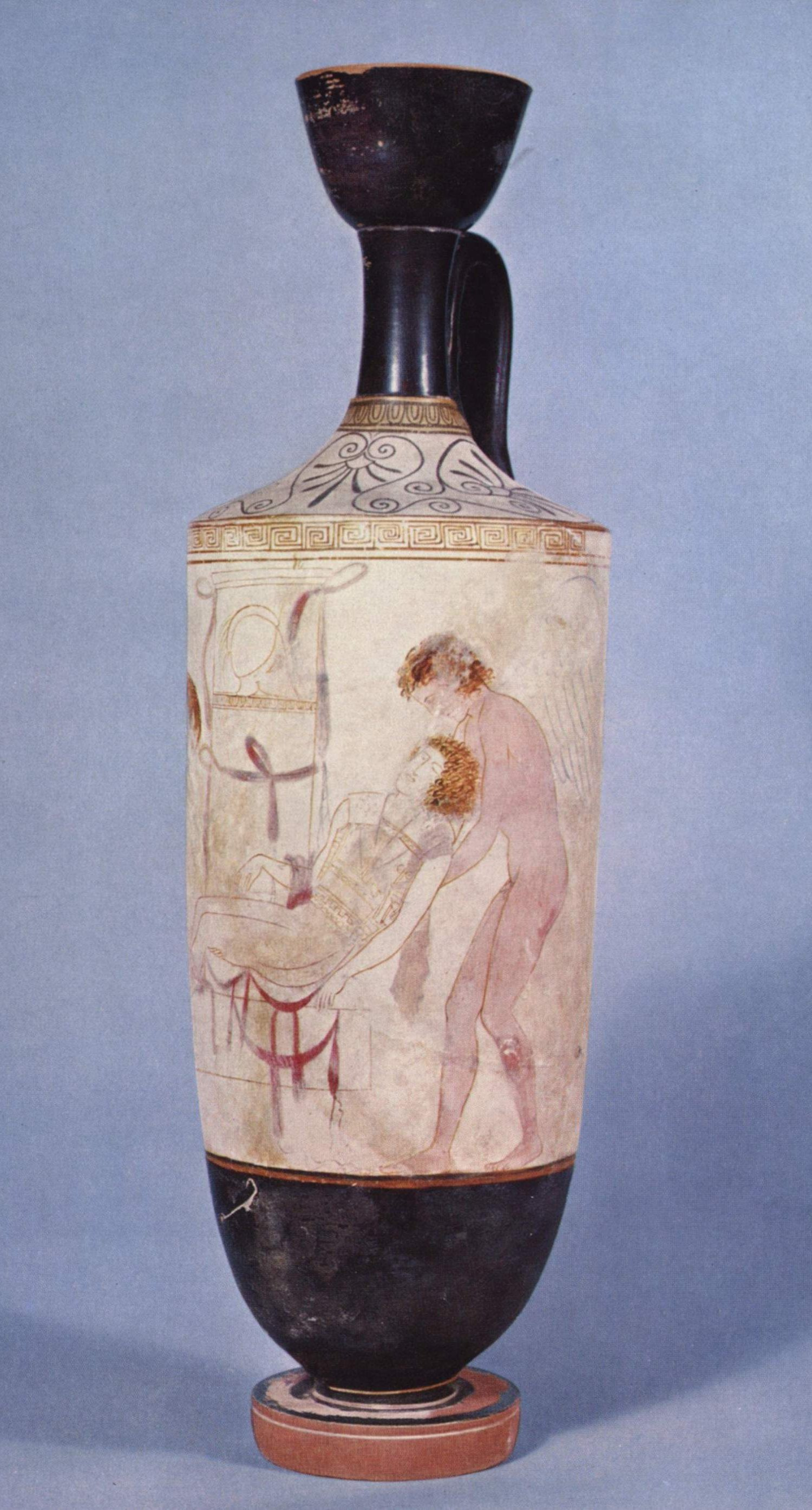
Una lècit de fons blanc c. 440 aC Hipnos i Tànatos portant el cos de Sarpedó del camp de batalla de Troia. Museu Britànic.

La Tècnica de fons blanc de vasos de ceràmica pintats va florir a Atenes i Etrúria entre finals del segle vi aC i finals del segle V aC.
Les restes més antigues d'una ceràmica pintada amb aquesta tècnica, pertanyen a una kantharos datat al voltant del 570 aC i signat pel terrissaire-pintor Nearco, que es va trobar en l'Acròpolis d'Atenes. El mètode consisteix en una engalba blanca d'una argila calcària local aplicada a un vas de terracota i posteriorment pintat.
En un posterior desenvolupament de la tècnica, s'aplicava sovint un rentatge de color a la roba o a la pell de les figures representades. La primera vegada que es va utilitzar la tècnica va ser per crear bandes estroboscòpiques de color que emfasitzessin la forma de l'atuell, com en va fer Nearco, Museu Metropolità d'Art de Nova York 1926, núm inv. 26.49).
L'ús d'un fons blanc en conjunció amb la pintura del resseguiment no es va desenvolupar fins circa 520 aC i s'associa amb els tallers d'Andòcides, Nicòstenes i Psiax. Durant el període clàssic es poden identificar tres formes principals: lècit, kílix i crater.